# Фактор снаге
Фактор снаге система наизменичне струје је дефинисан као однос реалне снаге која тече у електрично оптерећење према привидној снази, и креће се у опсегу 0 до 1 и нема јединицу мере. Реална снага је капацитет кола да извршава одређени рад неко време. Привидна снага је производ струје и напона струје. Због складиштења енергије у оптерећењу и предавању исте извору, или због нелинеарног оптерећења које мења облик сигнала струје коју генерише извор, привидна снага ће бити већа од реалне снаге. Негативан фактор снаге настаје када уређај који је нормално оптерећење генерише снагу која путује назад ка уређају који се нормално сматра генератором.
У електричном систему, оптерећење са малим фактором снаге вуче више струје од оптерећења са већим фактором снаге за исту количину пренесене употребљиве снаге. Када се струја појачава, повећава се и количина изгубљене енергије у дистрибутивном систему, која захтева веће жице и другу опрему. Због цене веће опреме и губљења енергије, компаније за пренос струје углавном наплаћују већу цену индустријским или комерцијалним корисницима када постоји мали фактор снаге.
Линеарна оптерећења са малим фактором снаге као што је индукциони мотор, могу да се коригују са пасивном мрежом кондензатора или калема. Нелинеарна оптерећења као што су диоде, мењају струју која се троши из система. У таквим случајевима, активна или пасивна корекција фактора снаге може да се користи како би се поништио тај ефекат и повећао фактор снаге. Уређаји за корекцију фактора снаге могу да буду постављени у централној подстаници, распоређени дуж дистрибутивног система, или уграђени у уређаје који троше струју.

## Линеарна кола
У чисто резистивним наизменичним колима, напон и струја су у фази, мењајући поларитет у исто време у сваком циклусу. Сва снага која долази до потрошача се троши. Када су присутна реактивна оптерећења, као што су кондензатор или калем, сакупљање енергије у оптерећењу доводи до временске разлике између струје и напона. Током сваког циклуса наизменичног напона, додатна енергија, у додатку енергије коју троши оптерећење, се привремено чува у оптерећењу у електричном пољу или магнетном пољу и враћа се у мрежу делић секунде касније. Проток ове непродуктивне снаге повећава проток кроз мрежу. Због тога, коло са малим фактором снаге ће користити више струје да премести одређену количину реалне снаге него коло са већим фактором снаге. Линеарно оптерећење не мења облик струјног сигнала, али може да промени време (фазу) између напона и струје.
Кола која садрже чисто резистивне грејаче (класичне сијалице, рингле, итд.) имају фактор снаге 1.0. Кола која садрже калеме или кондензаторе (електрични мотори, соленоиди, електрични баласти, и други.) често имају фактор снаге испод 1.0

### Дефиниција и израчунавање
Проток наизменичне снаге има 3 компоненте: реалну снагу (познату као активна снага) (P), која се мери у ватима(W); привидну снагу (S), која се мери у волт-амперима(VA); и реактивну снагу (Q), која се мери у реактивним волт-амперима(var).
Фактор снаге је дефинисан као:
{\displaystyle {\frac {P}{S}}}
У случају савршено синусоидног сигнала, P, Q и S могу да се изразе као вектори који чине троугао такав да важи:
{\displaystyle S^{2}=P^{2}+Q^{2}}
Ако је {\displaystyle \varphi } фазни угао између струје и напона, онда је фактор снаге једнак косинусу угла, {\displaystyle \cos \varphi }, и:
{\displaystyle |P|=|S|\cos \varphi }
Пошто су јединице конзистентне, фактор снаге је по дефиницији број без јединице са вредношћу између -1 и 1. Када је фактор снаге једнак 0, енергија која пролази је чисто реактивна, и сачувана енергија у оптерећењу се враћа извору у сваком циклусу. Када је фактор снаге 1, сва енергија коју предаје извор се троши у оптерећењу. Фактори снаге се углавном деле на оне који "предњаче" и оне који "касне" да би појаснили знак фазног угла. Капацитивна оптерећења предњаче (струја је испред напона), а индуктивна оптерећења касне (струја касни за напоном).
Ако се чисто резистиван потрошач повеже на извор напајања, струја и напон ће мењати поларитет у исто време, фактор снаге ће бити 1 и енергија пролази истим смером преко мреже током сваког циклуса. Индуктивни потрошачи као што су трансформатори и мотори (било који тип намотаја) троше реактивну снагу са струјом која касни за напоном. Капацитивни потрошачи као што су кондензатори или укопани каблови генеришу реактивну снагу са струјом која предњачи за напоном. Оба типа оптерећења ће апсорбовати енергију током дела наизменичног циклуса, који је сачуван у магнетном или електричном пољу уређаја, да би ову енергију касније предали извору током остатка циклуса.
На пример, да би добили 1 kW реалне снаге, уколико је фактор снаге 1,1 kVA привидне снаге треба да се пренесе (1 kW ÷ 1 = 1 kVA). На малим вредностима фактора снаге, више привидне снаге треба да се пренесе како би се добила иста реална снага. Да би добили 1 kW реалне снаге на фактору снаге 0,2, потребан је пренос 5 kVA привидне снаге (1 kW ÷ 0.2 = 5 kVA). Ова привидна снага мора да се произведе и пренесе до потрошача на уобичајене начине, и на њу делују уобичајени губици у производњи и дистрибуцији.
Електрични потрошач који троши наизменичну снагу, троши и реалну и реактивну снагу. Векторски збир реалне и реактивне снаге је привидна снага. Присуство реактивне снаге изазива да је реална снага мања од привидне снаге, и тако електрично оптерећење има фактор снаге мањи од 1.

### Корекција фактора снаге код линеарних потрошача
Велики фактор снаге је генерално пожељан у дистрибутивном систему да би се смањили губици при преносу и побољшала напонска регулација на страни потрошача. Често је пожељно подесити фактор снаге система близу 1,0. Када реактивни елементи предају или примају реактивну снагу близу потрошача, привидна снага се смањује. Корекција фактора снаге може да се примени од стране дистрибутера електричне енергије да би се побољшала стабилност и ефикасност дистрибутивне мреже. Засебни потрошачи којима се наплаћује струја више уколико им је фактор снаге мањи, могу да монтирају корекциону опрему да би смањили своје трошкове.
Корекција фактора снаге приближава фактор снаге наизменичног кола ближе јединици тиме што прави реактивну снагу супротног знака, додајући кондензаторе или калеме који поништавају индуктивни или капацитивни ефекат потрошача. На пример, индуктивни ефекат мотора може да се надокнади локално повезаним кондензатором. Ако потрошач има капацитивну вредност, калеми (познати као реактори у овом контексту) се повезују како би исправили фактор снаге. У електричној индустрији, за калеме се каже да троше реактивну снагу и за кондензаторе се каже да праве реактивну снагу, иако се енергија само мрда напред-назад у сваком циклусу наизменичне струје.
Реактивни елементи могу да створе промене напона и хармонички шум када се укључе или искључе. Они ће предавати или трошити снагу независно од тога да ли постоји још неки потрошач који ради у близини, повећавајући губитке система. У најгорем случају, реактивни елементи могу да интерагују са системом и међусобно како би креирали резонантна стања, која резултују нестабилношћу система и великим променама напона преко дозвољене границе. Као такви, реактивни елементи не могу само да се прикључе без инжењерске анализе.
Аутоматска корекција фактора снаге се састоји од неког броја кондензатора који се укључују помоћу контактора. Ови контактори се контролишу регулатором који мери фактор снаге у електричној мрежи. У зависности од потрошача и фактора снаге мреже, контролер фактора снаге ће укључити потребне блокове кондензатора у корацима како би осигурао да фактор снаге остане изнад одабране вредности.
Уместо коришћења групе прекиданих кондензатора, неоптерећен синхрони мотор може да преда реактивну снагу. Реактивна снага коју увуче синхрони мотор је функција побуде његовог поља. Ово се назива синхрони компензатор. Стартује се и повеже на мрежу. Ради са горње ивице предефинисаног фактора снаге и враћа реактивне волт-ампере у мрежу по потреби, да би одржао напон система или одржао фактор снаге на одређеном нивоу.
Постављање компензатора и његов рад су слични раду великих мотора. Његова основна предност је једноставност помоћу које може лако да се подеси ниво корекције; понаша се као електрично променљиви кондензатор. За разлику од кондензатора, количина реактивне снаге је пропорционална напону, не квадрату напона; ово побољшава стабилност напона на великим мрежама. Синхрони компензатори се често користи у вези са пројектима са високим једносмерним напоном или великим индустријским постројењима као што су челичане.
За корекцију фактора снаге у системима са високим напоном или великим, променљивим индустријским потрошачима, користе се све више електронски уређаји као што су Статички ВАР компензатор или СТАТКОМ. Ови системи могу да компензују нагле промене фактора снаге много брже него контакторски прекидани кондензатори, и захтевају мање одржавања од синхроних компензатора.

## Нелинеарни потрошачи
Нелинеарни потрошач прикључен на неки извор је најчешће диода (какве се користе у напајањима), или нека врста уређаја за пражњење као што је флуоресцентна сијалица, машина за варење, или варнична пећ. Због тога што се струја у овим системима прекида прекидачима, струја садржи компоненте фреквенције који су умношци фреквенције електричне мреже. Дисторзиони фактор снаге је мера колико хармоничка дисторзија струје потрошача смањује просечну снагу која се преноси потрошачу.

### Несинусоидне компоненте
Нелинеарна оптерећења мењају облик струјног сигнала од синусоидне криве у неки други облик. Нелинеарни потрошачи стварају хармоничне струје у додатку на оригиналне наизменичне струје фундаменталне фреквенције. Филтери који се састоје од кондензатора и калема могу да спрече хармоничне струје од улажења у систем дистрибуције.
У линеарним колима која имају само синусоидне струје и напоне једне фреквенције, фактор снаге потиче једино од разлике између струје и напона. Овај концепт може да се генерализује на укупни дисторзиони фактор снаге или само фактор снаге где привидна снага садржи све хармоничке компоненте. Ово је важно у практичним снажним системима који садрже нелинеарне потрошаче као што су диоде, неке врсте електричног грома, варничне пећи, опрему за варење, прекидачка напајањаи друге...
Уобичајени мултиметар ће дати нетачне резултате када се покуша мерење наизменичних струја које троши несинусоидни потрошач; инструмент мери просечну вредност исправљене вредности сигнала. Просечан одзив је онда калибрисан на ефективну, РМС вредност. Мултиметар који мери РМС вредност мора да се користи за мерење стварних РМС струја и напона (и самим тим привидне снаге). За мерење реалне снаге или реактивне снаге, мора да се користи ват-метар који је направљен да ради тачно са несинусоидним струјама.

### Дисторзиони фактор снаге
Дисторзиони фактор снаге описује како хармонијска дисторзија потрошача смањује просечну снагу која се преноси ка потрошачу.
{\displaystyle {\mbox{distortion power factor}}={1 \over {\sqrt {1+{\mbox{THD}}_{i}^{2}}}}={I_{\mbox{1, rms}} \over I_{\mbox{rms}}}}
{\displaystyle {\mbox{THD}}_{i}} је укупна хармонијска дисторзија струје потрошача. Ова дефиниција претпоставља да напон остаје недисторзован (синусоидни, без хармоника). Ово поједностављење је често добра апроксимација у пракси. {\displaystyle I_{1,{\mbox{rms}}}} је основна компонента струје и {\displaystyle I_{\mbox{rms}}} је укупна струја, обе су РМС вредности (дисторзиони фактор снаге може такође да се користи за опис појединачних хармоника, користећи одговарајућу струју уместо укупне струје). Ова дефиниција са односом према укупној хармоничкој дисторзији претпоставља да напон остаје недисторзован (синусоидни, без хармоника). Ова апроксимација је често добра апроксимација за јаке напонске изворе (на које не утичу промене даље на мрежи). Укупна хармонијска дисторзија типичног генератора у односу на дисторзију струје је у реду величина 1-2%, што може да доведе до последица у великим системима, али је занемарљиво у пракси.
Резултат који се помножи са заменским фактором снаге даје укупан фактор снаге или само фактор снаге:
{\displaystyle {\mbox{PF}}={\mbox{DPF}}{I_{\mbox{1, rms}} \over I_{\mbox{rms}}}}

### Дисторзија у трофазним мрежама
У пракси, локални ефекти дисторзије струје у уређајима на трофазној мрежи се ослањају на вредност одређених хармоника пре него на укупну хармоничку дисторзију.
На пример, триплен хармоници (3, 9, 15...), имају својство да су у фази када се пореде линије. У делта-вај трансформатору, ови хармоници могу да доведу до циркулишућих струја у делта намотајима и произведу веће Џулово грејање. У вај конфигурацији трансформатора, триплен хармоници неће створити ове струје, али ће створити струју која није једнака нули у неутралном воду. Ово може да доведе до преоптерећења неутралне жице у неким случајевима и створи грешку у киловат-сат мерним уређајима и наплати струје.
Присуство струјних хармоника у трансформатору такође доводи до великих индукционих загревања и еди струја у магнетном језгру трансформатора. Губици еди струја се углавном повећавају са квадратом фреквенције, смањујући ефикасност трансформатора, дисипирајући додатну топлоту, и смањујући животни век.
Хармоници негативне секвенце (5, 11, 17,...) се комбинују 120 степени ван фазе, слично фундаменталном хармонику али у обрнутом редоследу. У генераторима и моторима, ове струје производе магнетна поља која се супротстављају ротацији осовине и некада доводе до оштећујућих механичких вибрација.

### Прекидачка напајања
Посебно значајна врста нелинеарних потрошача су милиони рачунара који већином користе прекидачка напајања (СМПС) са излазном снагом од пар вати до више од 1kW. Ранији модели јефтиних прекидачких напајања су имали једноставно исправљање напона помоћу 4 диоде које су проводиле струју само када напон на улазу напајања премаши напон на кондензаторима. Ово је доводило до веома великог односа максималних и просечних вредности улазне струје, што је доводило до малог дисторзионог фактора и потенцијално озбиљних фазних проблема.
Типично прекидачко напајање прво направи једносмеран напон користећи Грецов исправљач или слично коло. Излазни напон се затим производи од овог напона. Проблем је што су диоде нелинеарни елементи, тако да је улазна струја изразито нелинеарна. Ово значи да улазна струја има енергију на хармонику фреквенције напона.
Ово представља велики проблем за компаније за производњу и дистрибуцију електричне енергије, јер оне не могу да компензују проблем хармоничних струја додајући кондензаторе или калеме, као што могу да компензују реактивну снагу линеарног потрошача. Многе области у свету почињу да захтевају корекцију фактора снаге за сва напајања преко одређене снаге.
Регулаторне агенције као што је Европска унија су одредиле граничне вредности хармоника као подстицај за побољшање фактора снаге. Опадајуће цене компоненти су поједноставиле употребу две различите методе. Да би се задовољио тренутни стандард Европске уније EN61000-3-2, сва прекидачка напајања са снагом већом од 75W морају да садрже минимално пасивну корекцију фактора снаге. 80 плус сертификација напајања захтева фактор снаге 0.9 или већи.

### Корекција фактора снаге у нелинеарним потрошачима

#### Пасивна корекција фактора снаге
Најједноставнији начин за контролу струја виших хармоника је коришћење електронских филтера: могуће је пројектовати филтер који пропушта само фреквенције улазног напона (50 или 60Hz). Овакав филтер смањује хармоничне струје, што значи да нелинеарни уређаји сада изгледају као линеарни потрошачи. На овај начин је могуће исправити фактор снаге скоро на 1, користећи кондензаторе или калеме. Овакав филтер захтева калеме високе струје, који су скупи и гломазни.
Пасивна корекција фактора снаге захтева калем који је већи него калем у активној корекцији фактора снаге, али кошта мање.
Ово је једноставан начин за корекцију нелинеарности потрошача користећи групе кондензатора. Није ефективан као активна корекција фактора снаге.
Један пример је коло за попуњавање долина.

#### Активна корекција фактора снаге
Активна корекција фактора снаге је електронски систем који мења таласни облик струје коју троши потрошач како би побољшало фактор снаге. Сврха је направити потрошача чији фактор снаге изгледа чисто резистиван (привидна снага једнака реална снага).
 У овом случају струја и напон су у фази, а потрошња реактивне снаге је једнака нули. Овакав режим рада омогућује најефикасније довођење електричне снаге од електродистрибутера до потрошача.
Неки типови активне корекције фактора снаге су:
- Конвертер на виши напон
- Конвертер на нижи напон
- Конвертер на виши или нижи напон

Активни коректори фактора снаге могу бити из једног или више сегмената.
У случају прекидачких напајања, конвертер на виши напон се убацује између грецовог исправљача и улазних кондензатора. Он покушава да одржи константан једносмерни напон на свом излазу притом трошећи струју која је увек у фази и на истој фреквенцији као улазни напон. Други прекидачки конвертер затим производи жељени једносмерни напон. Овај начин захтева додатне полупроводничке прекидаче и контролну електронику, али дозвољава мале и јефтиније пасивне компоненте. Често се користи у пракси. На пример, прекидачка напајања са пасивном корекцијом фактора снаге могу да остваре фактор снаге од око 0.7-0.75, прекидачка напајања са активном корекцијом фактора снаге могу да остваре фактор снаге до 0.99, док прекидачка напајања без корекције имају фактор снаге од само 0.55-0.65.
Због веома широког опсега улазних напона, многа напајања са активном корекцијом фактора снаге могу аутоматски да се прештелују да раде од 100V (Јапан) до 230V (Европа). Ово је изузетно корисно у напајањима за лаптоп рачунаре.

## Значај фактора снаге у електродистрибуционим системима
Фактор снаге испод 1.0 захтева од произвођача електричне енергије да направи више од минимално довољних волт-ампера како би направио реалну снагу (Ват). Ово повећава цену производње и преноса електричне енергије. На пример, ако би фактор снаге потрошача био 0.7, привидна снага би била 1.4 пута већа од реалне снаге коју користи потрошач. Струја у линијама би била такође 1.4 пута већа него струја потребна при фактору снаге 1, тако да се губици у колу дуплирају (пошто су пропорционални квадрату струје). Алтернативно све компоненте система као што су генератори, проводници, трансформатори, и опрема за прекидање би се удвостручили у величини и цени како би пренели додатну струју.
Компаније за дистрибуцију електричне енергије углавном наплаћују додатне трошкове комерцијалним корисницима који имају фактор снаге испод неког ограничења, које је углавном око 0.9-0.95. Инжењери су заинтересовани у фактор снаге потрошача као један од фактора који утиче на ефикасност преноса електричне енергије.
Са растућом ценом електричне енергије и бригом око ефикасног преноса снаге, активна корекција фактора снаге је све чешћа у потрошачкој електроници. Тренутне Energy Star регулативе за рачунаре (ENERGY STAR Program Requirements for Computers Version 5.0) прописују фактор снаге од ≥ 0.9 на 100% декларисане снаге јединице напајања рачунара. Према белој књизи чији су аутори Интел и ЕПА, рачунари са уграђеним јединицама напајања ће морати користити активну корекцију фактора снаге како би били задовољени захтеви стандарда ENERGY STAR 5.0 Program Requirements for Computers.
У Европи, IEC 555-2 захтева корекцију фактора снаге која се уграђује у потрошачку електронику.

## Мерење фактора снаге
Фактор снаге у једнофазним колима (или балансираним трофазним) може да се измери са методом ват-ампер-волтметра, где се снага у ватима дели са производом измереног напона и струје. Фактор снаге балансираног полифазног кола је исти као за сваку фазу. Фактор снаге небалансираног полифазног кола није јединствено одређен.
Директно очитавање фактора снаге може да се изведе преко инструмента са померајућим калемом, електродинамичког типа, који има два калема под правим углом на померајућем делу инструмента. Поље инструмента добија енергију из кретања струје кроз коло. Два померајућа калема, А и Б, су повезани паралелно са потрошачем. Калем А се повезује преко отпорника, а други калем Б преко калема, тако да струја у калему Б касни у односу на струју у А. Када је фактор снаге 1, струја у калему А је у фази са струјом кола, и калем А има максималан моменат, окрећући иглу инструмента ка показивачу 1 на скали. Када је фактор снаге 0, струја у калему Б је у фази са струјом кола, и калем Б има моменат који окреће иглу као показивачу 0 на скали. На међувредностима фактора снаге, моменти који се добијају од два калема се сабирају и показивач заузима позицију на средини.
Још један електромеханички инструмент је типа поларизованог показивача. У овом инструменту стационарни калем производи ротирајуће магнетно поље, као вишефазни мотор. Калемови су повезани или директно на вишефазне напоне или преко реактора за померање фазе у једнофазним применама. Други стационарни калем, постављен под правим углом на напонске калеме, носи струју пропорционалну струји једне фазе кола. Померајући део инструмента се састоји од два показивача који су мегнетизовани од стране струјног калема. При раду показивачи захватају угао еквивалентан електричном углу између напонског и струјног извора. Овакав тип инструмента може да региструје струје у оба смера, дајући приказ у 4 квадранта фактора снаге или фазног угла.
Дигитални инструменти могу да се направе како би мерили директно временску разлику између напона и струје и тако израчунају фактор снаге, или мерењем стварне и привидне снаге у колу и рачунајући количник. Прва метода је једино тачна ако су струја и напон синусоидног облика; оптерећења као што су диоде дисторзују таласни облик сигнала од синусоидног.

## Запамтити
Реч CIVIL ; у кондензатору (C) струја (I) предњачи над напоном (V), напон (V) предњачи над струјом (I) у калему (L).